# Julius Hans
Julius Hans (* 31. Juli 1845 in Rockenhausen; † 28. Juli 1931) war ein evangelischer Theologe, Pfarrer an St. Anna in Augsburg und Schriftsteller.

## Leben
Julius Hans wuchs in Rockenhausen auf und studierte früh, im Alter von 16 Jahren evangelische Theologie, zuerst in Erlangen, wo er seit 1861 der Burschenschaft der Bubenreuther angehörte, und dann in Utrecht. Es folgten ein paar Jahre im Pfälzer Kirchendienst, wonach er Lehrer an einer Gewerbeschule in Augsburg wurde. 1874, von liberalen Bürgern und Bürgerinnen ermutigt, bewarb er sich für die freigewordene Stelle des Pfarrers in der evangelisch-lutherischen Kirche St. Anna. Er wurde gewählt, seine Bestätigung durch die Kirchenbehörde verzögerte sich wegen seiner Herkunft aus der unierten Kirche der Pfalz um ein paar Monate. Schließlich wurde er am 15. August 1875 angestellt. In seiner Antrittspredigt über Joh 8,31f.  pries er die protestantische Freiheit. Am Palmsonntag, dem 6. April 1879, konfirmierte er Ernst Troeltsch, der den Sprengel bewohnte, den Hans als Pfarrer leitete. Am 18. Mai 1889 traute er Troeltschs Schwester Wilhelmine mit Wilhelm Weber. Zum 1. Januar 1907 wurde Hans zum Dekan berufen und Ende des Jahres zum Kirchenrat. Am Sonntag Jubilate 1912 verabschiedete sich Hans mit einer Predigt Der evangelische Prediger, ein Zeuge Jesu Christi über Apg 22,13  von seiner Kirchengemeinde. Sein Nachfolger wurde Wilhelm Schiller.
Kurz nach Eintritt des Ersten Weltkriegs hielt Hans am 5. September 1915 in St. Anna eine Predigt, in der der Satz vorkam: „Ach dass doch aller Krieg aufhörte“. Der Satz wurde als Titel für eine von Oberstudiendirektor Gerhard Schröder in St. Anna gelesene Predigt im Jahr 2014 zum ökumenischen Gedenken an den Ausbruch des Krieges verwendet.
Hans, der Mitglied im Naturwissenschaftlichen Verein war, sei nach Troeltschs Beurteilung ein „exzellenter Kenner“ der Werke Nietzsches und Tolstois gewesen und wurde von Schiller als „der ‚bedeutendste‘ Vertreter der ‚liberalen Theologie‘ in Augsburg“ bewertet. Hans befasste sich als Schriftsteller mit historischen und religiösen Themen, zum Beispiel mit der Christentumsgeschichte der alten Reichsstadt Augsburg und der Unsterblichkeitsfrage.

## Werke
- Die Jugend Friedrichs des Großen. 1873 (Online)
- Das Schulwesen Augsburgs im Mittelalter. 1875 (in: Zeitschrift des historischen Vereins für Schwaben und Neuburg, 2. Jahrgang. Online)
- Geschichte der St. Anna-Kirche in Augsburg. 1876 (Online)
- Glaube und Leben. 1878 (Online)
- Das Unvergängliche in Luther und seinem Werk. 1883. (Online)
- Das Augsburger Friedensfest. 1891
- Augsburger Katechismen aus dem 16. Jahrhundert. 1892
- Die ältesten evangelischen Agenden Augsburgs. 1895
- Eine Palästinafahrt. 1899
- Geschichte des evangelischen Armenkinderhauses in Augsburg. 1902
- Religiöse Fragen. 1904
- Die Beziehungen Luthers zu Augsburg. 1906
- Was ist Monismus? 1913
- Die Unsterblichkeisfrage. 1915
- Aus Augsburgs kirchlicher Vergangenheit. 1930